# Бегунє-при-Церкниці
Бегунє-при-Церкниці (словен. Begunje pri Cerknici) — поселення в общині Церкниця, Регіон Нотрансько-крашка, Словенія.

## Географія
Поселення розташоване на північному сході від поселення Церкниця.
На північ від села знаходяться схили. Висота над рівнем моря: 605 м.

## Населення
У 2019 році у поселенні жили 726 осіб. Більшість населення Словенці, але є і Хорвати.

## Історія
Поселення було зафіксовано як власність Картузького монастиря у Бистрі у 1262 році. У 1906 р. в селі побудували шкільний будинок який у часи Другої світової війни був двічі спалений. У 1945 році була створена деревообробна фабрика, яка розвинулася з пилорами, що побудована в комунальній власності.

## Церкви
У селі знаходиться Парафіяльна церква присвячена Апостолу Варфоломійю і залежить від архієпархії Любляни. Вперше церква згадується в письмових документах, що датуються 1320 р., Але нинішня споруда була зведена на початку XX століття.
У селищі також знаходиться Каплиця, присвячена святому Освальду, залишки святилища великої готичної церкви, що стояла на цьому місці. Ззовні каплиці знаходяться фрески, які були створенні в середині XVI століття.

## Відомі уродженці
- Йосип Дебевець (1867–1938), письменник, історик та перекладач
- Снегулка Детоні (1921–2016), фізик
- Якоб Грен (1830–1924), політик
- Марія Ремек (1869–1956), фахівець з домашньої економіки
- Ловро Відрич (1837–1900), юрист